# Rambo Amadeus
Antonije Pušić, poznatiji pod pseudonimom Rambo Amadeus (ranije poznat kao Rambo Amadeus Lee) (Kotor, 14. lipnja 1963.), crnogorski je rock-pjevač i tekstopisac, koji živi i radi u Beogradu.
Osnovnu i srednju školu završio je u Herceg-Novom. Nakon toga pohađao je i nižu muzičku školu, odsjek klavir. Glazbenu karijeru započeo je 1979. godine u jazz-punk bendu "Radioaktivni otpad". Godine 1984. je s grupom "Egzodus" svirao u sarajevskom hotelu "Bristol" na otvaranju Olimpijskih igara.
Rambo Amadeus je poznat po autoironičnim i satiričnim tekstovima pjesama, kojima kritizira i parodira različite društvene pojave poput nacionalizma i turbofolka, kojem je u kasnim 80-ima osmislio ime. Stilski, njegova glazba postmodernistički obuhvaća i kombinira rock, jazz, funk, turbofolk, klasičnu i elektroničku glazbu.
Godine 1992. tijekom velikosrspke agresije na Hrvatsku i Bosnu i Hercegovinu, održavalo se "Beogradsko proljeće", večer zabavne i popularne glazbe, na kojoj su nastupili brojni poznati srpski estradni umjetnici. Nastup glazbenice Bebi Dol (Dragane Šarić), na završetku izravnog prijenosa, Rambo Amadeus prekinuo je riječima:
»Dobra večer, ja sam bio prinuđen da predivnu Bebi Dol prekinem zato što program na televiziji ide do pola deset uživo. Ja imam dva minuta da se obratim naciji da kažem dok mi sviramo da padaju bombe na Dubrovnik i Tuzlu. Nećemo da zabavljamo biračko tijelo. Jebem vam mater!«
Više puta je nastupao u Hrvatskoj, te je surađivao s Dinom Dvornikom.
Brat Antonija Pušića, Andrija Pušić je svirao u grupama Otroci socializma i Na lepem prijazni.

## Diskografija
- O tugo jesenja (PGP-RTB, 1988.)
- Hoćemo gusle (PGP-RTB, 1989.)
- Psihološko propagandni komplet M-91 (PGP-RTB, 1991.)
- Kurac, pička, govno, sisa [live] (Gema & DE, 1993.)
- Izabrana dela [kompilacija] (PGP RTS, 1994.)
- Mikroorganizmi (Komuna, 1996.)
- Titanik (Komuna, 1997.)
- Koncert v KUD France Prešeren [live] (Vinilmanija, 1997.)
- Zbrana dela 1 [kompilacija] (Vinilmanija, 1998.)
- Zbrana dela 2 [kompilacija] (Vinilmanija, 1998.)
- Metropolis B (Tour de Force) [s Miroslavom Savićem] (B92, 1998.)
- Čobane vrati se (Dallas, 2000.) / Don't happy, be worry (Metropolis, 2000.)
- Bolje jedno vruće pivo nego četiri 'ladna [live] (Metropolis, 2002.)
- Oprem dobro (B92, 2005.)
- Hipishizik metafizik (PGP-RTS, 2008.)
- Vrh dna (Mascom Records, 2015.)
- Brod budala (Fair Share, 2020.)

## Vanjske poveznice
- Službena stranica  Arhivirana inačica izvorne stranice od 19. siječnja 2008. (Wayback Machine)